# Víctor Guevara Yáñez
Víctor J. Guevara (Cusco, 1885 - Cusco, 5 de junio de 1962) fue un abogado y político peruano. Fue miembro del Congreso Constituyente de 1931 y catedrático de jurisprudencia en la Universidad Nacional de San Antonio Abad del Cusco.

## Biografía
Hijo de Hermenegildo Guevara Castro y María Caledonia Yáñez Baca.
Se especializó en Derecho Penal.
Es considerado uno de los principales opositores al gobierno de Augusto B. Leguía en el Cusco.

### Congresista constituyente
Participó en las elecciones generales de 1931 como candidato del partido Unión Revolucionaria liderada por Luis Miguel Sánchez Cerro quien había derrocado al presidente Augusto B. Leguía y fue elegido como diputado constituyente por el departamento del Cusco.
Durante su gestión, impulsó la Ley N° 7798 dictada por el presidente Oscar R. Benavides el 13 de septiembre de 1933 que declaró que el Cuatricentenario de la fundación de la ciudad del Cusco, a celebrarse el 23 de marzo de 1934, se celebraría como una fiesta nacional. La ley creó el "Comité Central del IV Centenario del Cuzco" y le otorgó un presupuesto de 600 mil soles para las celebraciones. La ley también otorgó fondos para trabajados de restauración de Machu Picchu así como para la construcción de un nuevo alojamiento de turistas en las ruinas así como para la creación de un nuevo instituto arqueológico, mejoras de la ciudad y un nuevo hospital municipal.

## Publicaciones
- El problema del Pacífico (1923)
- Derecho consuetudinario de los indios del Perú y su adaptación al derecho moderno (1924)
- Hacia indolatinia (1926)
- Filosofía del supranacionalismo (1930)
- Las grandes cuestiones nacionales: el petróleo, los ferrocarriles, la inmigración japonesa, el problema moral (1939)